# Hôtel de Rohan-Guémené
El Hôtel de Rohan-Guémené, o Hôtel Arnauld, es una mansión privada situada en el distrito de Marais, en el 4 distrito de París, en los números 6 y 6 bis de la place des Vosges, y en el 17 de la rue des Tournelles.
Lleva el nombre de sus antiguos propietarios en el siglo XVII., una de las ramas de la ilustre familia Rohan, una de las más poderosas e influyentes del Antiguo Régimen, descendiente de los antiguos reyes y duques de Bretaña.

## Historia
Isaac Arnauld, Consejero del Rey e Intendente de Finanzas, compró en junio de 1605 una ubicación en el subdivisión » en el Parc des Tournelles, para construir allí este edificio.
Lo vendió en 1612 al mariscal de Lavardin, que estaba al lado de Enrique IV cuando el rey fue asesinado en su carruaje. El marqués de Lavardin lo cedió en 1621 a Pierre Jacquet, señor de Tigery. Antes el Príncipe Louis de Rohan, Par y Gran Cazador de Francia, se convirtió en su propietario en 1637.
Henri Louis Marie de Rohan, Príncipe de Rohan-Guéméné (1745–1807), hijo de Jules Hercule Meriadec de Rohan, Príncipe de Guéméné y Marie-Louise de La Tour d'Auvergne, Gran Chambelán de Francia, fue su último dueño de Rohan. Permanecería allí con su esposa, conocida como Madame de Guéméné, institutriz de los hijos de Francia, hasta 1782, fecha de su quiebra (con pasivos de 33 millones de libras).
Tras este procedimiento de quiebra, el hotel fue vendido en 1797 a Louis-Denis Péan de Saint-Gilles . La viuda de este último lo alquila en parte a Víctor Hugo a cargo del notario Bellanger, marido de su hija. Su otra hija, esposa de Antoine Passy, pasa a ser la dueña del lugar.
A su muerte en 1873, su hijo Louis Passy cede su parte central al alcalde de París y el ala Tournelles a propietarios privados. Se instaló una escuela en un ala de la parte central.

## Arquitectura

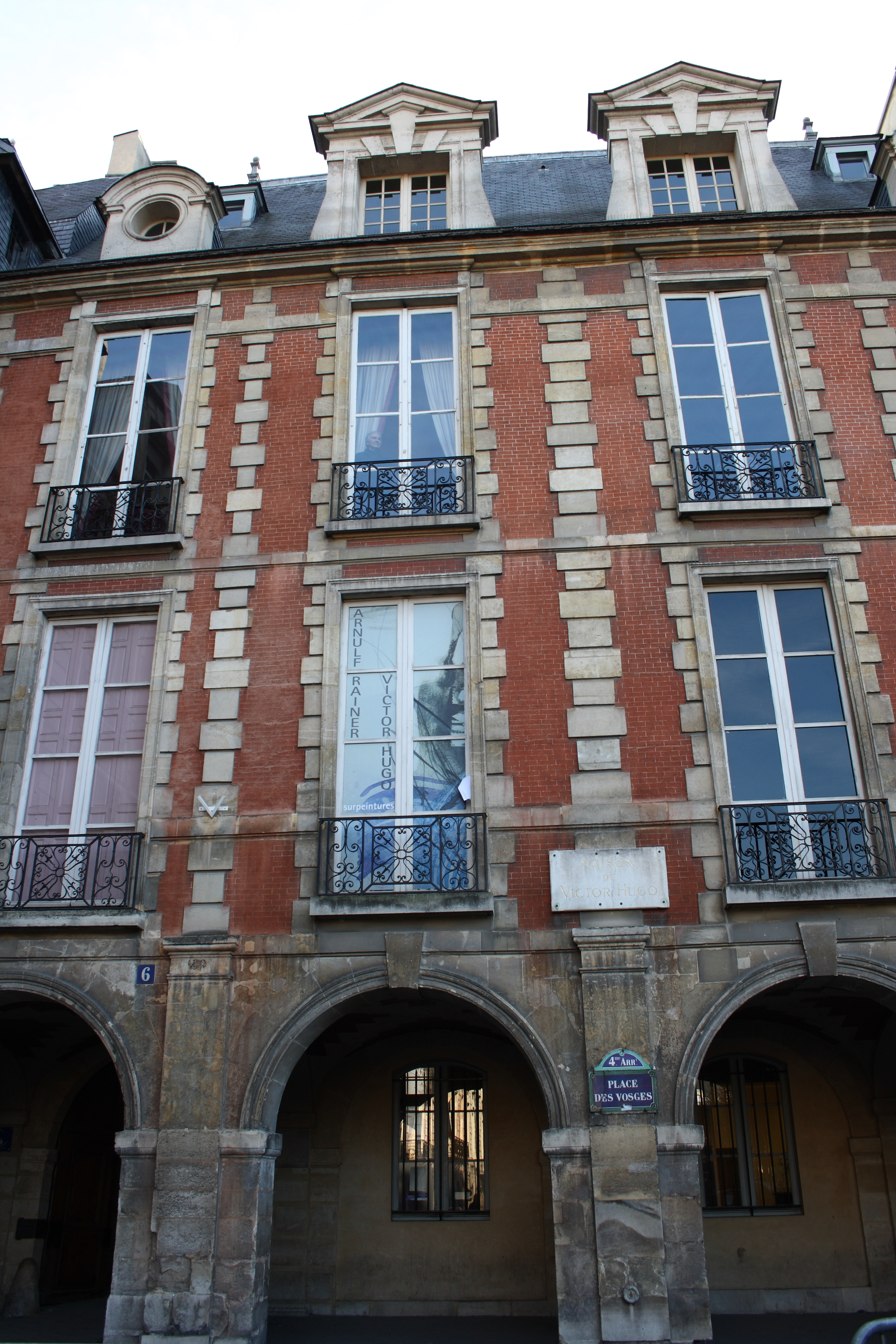
Fachada del hotel con vistas a la Place des Vosges.

Es particularmente grande. Se compone de un edificio principal central con vistas a la Place des Vosges y dos alas que sirven como vestíbulo, a cambio de diez ventanas delanteras cada una y con vistas a los patios de honor. Estos, bordeados de oficinas, establos y cobertizos, comunicaban con el callejón sin salida Guéméné y la rue des Tournelles.
La vivienda central cubre el número 6 y el 6bis de la Place des Vosges. El acondicionamiento interior es del estilo clásico de las casonas de la plaza. Durante la segunda mitad del siglo XIX se realizaron nuevos acondicionamientos interiores. 
El ala de la rue des Tournelles, todavía llamada fachada este, está intacta. Es de pura factura de principios del siglo XVII de piedra y ladrillo y forma una “U”. En el patio, esta una de las últimas fuentes Louis-Philippe de París. Las escaleras interiores son de una construcción muy hermosa del siglo XVII.
Es de pura obra de principios del siglo XVII  en piedra y mazorca . En el patio, una de las últimas fuentes Louis-Philippe de París. Las escaleras interiores son de muy buena construcción del  siglo XVII .
El ala de Guémené desapareció, parte de sus edificios fue ocupado por la Comunidad de las Hijas de la Cruz que se ocupaba de la educación de las jóvenes y recibía damas en un internado. Este convento fue suprimido y vendido en 1797.
La fachada de la plaza, la galería abovedada bajo arcadas, incluido el suelo, así como todas las cubiertas del edificio en la esquina de la plaza, han sido clasificados como monumentos históricos por orden del 26 de octubre de 1954.

## Ocupantes famosos
La familia Rohan-Guémené fue uno de los ilustres ocupantes de este hotel al que dio nombre. El lema de la familia es evocador. : « roy ne puys, duque ne se digna, rohan suys » . Las ramas principales de esta casa principesca son : Rohan-Chabot, Rohan-Guémené, Rohan-Montbazon, Rohan-Soubise, Rohan-Gié.
Entre estos residentes, podemos citar al príncipe Louis de Rohan, quien tramó una conspiración contra Louis XIV . Había planeado con Gilles du Hamel secuestrar al Delfín y si era posible al Rey, levantar Normandía, entregar el puerto de Quillebeuf a los españoles, convocar a los Estados Generales y reformar el Estado. Descubierto, fue condenado a muerte y decapitado, a pocas leguas de su hotel, en la plaza de la Bastilla el 27 de noviembre de 1674.
Otro residente, Jules Meriadec de Rohan-Guéméné, coronel del regimiento de Rohan, teniente general, acompañó al Mariscal de Sajonia en muchas de sus campañas. Emigró durante la Revolución .
Madame de Sévigné se alojó en el ala este, 17 rue des Tournelles. Luego frecuentó el salón de Ninon de Lenclos, en 36 rue des Tournelles.
La famosa cortesana Marion Delorme también habría vivido allí (en el ala de la Place des Vosges), desde 1639 hasta 1648. En 1831 se estrenó en el Théâtre de la Porte-Saint-Martin de París la obra de teatro de Victor Hugo, Marion Delorme.
Este mismo Víctor Hugo vivía en el mismo lugar que Marion Delorme. Fue inquilino de ldel cuerpo central del hotel, de 1832 a 1848. 280 m2  arrendados por 1500 francs-or a la familia Bellanger. Allí escribió en particular Ruy Blas, Lucrèce Borgia, los Burgraves, Les Chants du Twilight . Una de sus amantes residía en el ala Tournelles.
En 1902, Paul Meurice donó a la ciudad de París dibujos de libros, manuscritos, muebles y objetos para constituir el museo Victor-Hugo e instalarlo aquí, siendo inaugurado el 30 de junio de 1903.
En el ala de las Tournelles, se fabricaron los ataúdes de madera del monumento funerario de Napoleón I en los Inválidos .
Lucienne Heuvelmans, escultora, instaló su estudio en el ala de 17 rue des Tournelles, en la planta baja y entresuelo sur. En 1911, fue la primera mujer en ganar el Gran Premio de Roma y la primera mujer residente de la Villa Medici en Roma. Fue una de las primeras mujeres condecoradas con la Legión de Honor de las Artes.
El ala Tournelles sirvió como escenario para la película Le Magnifique con Jean-Paul Belmondo y Jacqueline Bisset.